# Župnija Knežak
Župnija Knežak je rimskokatoliška teritorialna župnija dekanije Ilirska Bistrica Škofije Koper.

## Sakralni objekti
- - župnijska cerkev
- - podružnica